# 鄭偉麟
鄭偉麟（英語：Alan Cheng Wai Lun），香港電影剪輯師，香港電影剪輯協會(H.K.S.E.)執委會成員。

## 簡歷
2008年於「香港商業電台」前副主席俞琤所創立的「天比高創作夥伴」學師而踏足影視製作行業。2012年剪輯第一部電影而成為剪接師。曾任2018年及2019年第四及第五屆香港電影培訓計劃剪接專修班導師。
2018年執導短⽚《未來過去式》，與香港唱作組合糖兄妹組隊於「微電影「創+作」⽀援計劃（⾳樂篇）」專業組的40組參加者中入團最後五強，並奪得七個獎項中五個大獎。
2020年執導《十四天》MV與徐加晴相戀，並於2021年結為夫婦。
2023年憑電影《飯戲攻心》提名第四十一屆「香港電影金像獎」最佳剪接。

## 參與作品

### 2011年
- 短片《關公大戰外星人》- 攝影指導｜調色｜視覺特效

### 2012年
- 電影《一路向西》- 剪接
- 短片《喪屍血滴子》- 剪接｜調色

### 2015年
- 電影《壹獄壹世界：高登闊少踎監日記》- 剪接
- 電影《猛龍特囧》- 剪接
- 劇集《替身》- 剪輯
- 短片《捕快》- 剪接｜後期製作
- 短片《拯救者》- 導演｜剪接｜後期製作
- MV 若琪《攀心人》- 導演｜剪接｜後期製作

### 2016年
- 電影《大浪淘沙》- 剪接
- 網絡電影《捕快血之刃》- 剪接
- 劇集《瑪嘉烈與大衛系列 - 綠豆》- 剪接
- 劇集《三一如三》(部份集數) -  剪接

### 2017年
- 電影《西謊極樂：太爆太子太空艙》- 剪接
- 電影《小男人週記3之吾家有喜》- 剪接
- 電影《今晚打喪屍》- 聯合剪接｜第三組攝影師｜視覺特效
- 劇集《短暫的婚姻》(EP1) - 剪接
- 網絡電影《西謊遊記之唐僧踩錯界》- 剪接
- MV 糖妹 Kandy《在這家》- 導演｜剪接｜後期製作

### 2018年
- 電影《逆流大叔》- 剪接
- 短片《未來過去式》- 導演｜編劇｜剪接｜後期製作
- 電影《冰封俠2:時空大戰》- 剪接
- 網絡電影《王牌霸王花》- 剪接
- 網絡電影《好漢三條半》- 剪接
- 劇集《向西聞記》- 剪接
- 劇集《性敢中環》- 剪接
- MV 曾樂彤《青春、戀愛和意外》- 剪接｜後期製作
- MV 張敬軒 Hins Cheung《百年樹木》- 剪接｜後期製作
- 短片《百年樹木》- 剪接｜後期製作
- 劇集《身後事務所》(EP5,6) - 剪接

### 2019年
- 電影《如珠如寶》- 剪接
- 短片《Hello Baby》- 剪接
- MV 吳浩康 Deep Ng《船頭尺》- 剪接

### 2020年
- 演唱會 《糖兄妹Sugar Club - 預見十年音樂會》- 導演
- 網絡電影《追龍番外篇之十億探長》- 剪接
- 短片《潮發外賣》- 剪接
- MV 徐加晴 Rona Tsui《十四天》- 導演｜剪接｜後期製作
- MV 徐加晴 Rona Tsui《HUG》- 導演｜剪接｜後期製作
- MV 徐加晴 Rona Tsui《短期租約》- 導演｜剪接｜後期製作
- MV 謝文欣 Ally Tse《不痛不快》- 導演｜剪接｜後期製作
- MV 謝文欣 Ally Tse《沉船》- 導演｜剪接｜後期製作

### 2021年
- 演唱會 《糖兄妹Sugar Club - 再見從前音樂會2021》
- 電影《洗碗天團》- 剪接
- 電影《遺愛》- 剪接
- 劇集《智能愛人》- 剪接
- 廣告《放「漫」生活感受人生 Pricerite Food 全新食品系列》- 剪接
- MV 徐加晴 Rona Tsui《未來未來》

### 2022年
- 電影《飯戲攻心》- 剪接
- 電影《一路瞳行》- 剪接
- 劇集《凶宅清潔師》- 剪接
- 劇集《940920》- 剪接
- 劇集《獅子山下2022 - 快樂起舞》- 剪接
- 網路電影《見怪》- 剪接
- MV 王菀之 Ivana Wong《狠愛狠愛你》- 剪接
- MV 宇謙 AP《我道》The Road Not Taken - 剪接

### 2023年
- 電影《4拍4家族》- 剪接
- 電影《潛行》- 剪接
- 演唱會《周國賢Endy Chow - THE END 紅磡香港體育館演唱會 2022》- 剪接
- 電視劇集剪輯《瑪嘉烈與大衛系列 - 絲絲》- 剪接指導
- MV 姜濤 Keung To《沒有翅膀的天使》- 剪接
- 廣告 麥當勞 X 姜濤 Keung To 【Big Mac Big Heart一齊歎Big Mac，做善事】- 剪接
- MV 黎展峯Andy Lai 《不眠來電》｜調色
- MV 洪助昇Aiden Hung《單曲循環症》｜調色
- MV《全民造星V》-《前傳》｜後期製作

### 2024年
- 電影《飯戲攻心2》- 剪接
- MV 王菀之 Ivana Wong《我們曾經白頭到老》- 剪接
- 電視劇集剪輯《十七年命運周期》- 剪接

### 2025年
- 電影《臨時決鬥》- 剪接

## 獎項及提名
| 年份 | 頒獎典禮                                                                                 | 獎項               | 提名作品                   | 名單                           | 結果 |
| ---- | ---------------------------------------------------------------------------------------- | ------------------ | -------------------------- | ------------------------------ | ---- |
| 2016 | 上海骄傲電影節                                                                           | 最佳剪接           | Kaspar X – If I had a soul | 鄭偉麟                         | 提名 |
| 2018 | 第六屆微電影「創+作」⽀援計劃（⾳樂篇）－ 專業組                                         | 最佳微電影製作     | 未來過去式                 | 鄭偉麟                         | ⾦獎 |
| 2018 | 第六屆微電影「創+作」⽀援計劃（⾳樂篇）－ 專業組                                         | 最受歡迎微電影     | 未來過去式                 | 鄭偉麟、糖兄妹                 | 獲獎 |
| 2018 | 第六屆微電影「創+作」⽀援計劃（⾳樂篇）－ 專業組                                         | 最佳微電影男主⾓   | 未來過去式                 | 糖兄                           | 銀獎 |
| 2018 | 第六屆微電影「創+作」⽀援計劃（⾳樂篇）－ 專業組                                         | 最佳微電影女主⾓   | 未來過去式                 | 糖妹                           | ⾦獎 |
| 2018 | 第六屆微電影「創+作」⽀援計劃（⾳樂篇）－ 專業組                                         | 最佳微電影美術指導 | 未來過去式                 | 駱曉華                         | 獲獎 |
| 2018 | 第九屆澳⾨國際微電影節（社會組）                                                         | 最佳劇本           | 未來過去式                 | 李欣如、王頴瑤、吳兆麟、鄭偉麟 | 提名 |
| 2018 | 第九屆澳⾨國際微電影節（社會組）                                                         | 最佳攝影           | 未來過去式                 | 劉子健                         | 提名 |
| 2019 | Gold Movie Awards Annual Winners List 2019                                               | 最佳剪接           | 潮發外賣                   | 鄭偉麟                         | 獲獎 |
| 2019 | Five Continents International Film Festival Venezuela Award of Recognition December 2019 | 最佳短片剪接       | 潮發外賣                   | 鄭偉麟                         | 獲獎 |
| 2023 | 第41屆香港電影金像獎                                                                     | 最佳剪接           | 飯戲攻心                   | 張嘉輝、鄭偉麟                 | 提名 |

## 外部連結
- 鄭偉麟的Facebook專頁
- 鄭偉麟的Instagram帳戶